# Marie Ille-Beeg
Marie Ille-Beeg, auch bekannt unter dem Pseudonym Maria Beeg (* 14. September 1855 in Fürth; † 28. November 1927 in München), war eine deutsche Schriftstellerin und Illustratorin.

## Leben und Wirken
Marie Beeg wurde im Herbst 1855 in der mittelfränkischen Stadt Fürth geboren. Ihre Eltern waren der Technologe und Publizist Johann Caspar Beeg und seine Ehefrau, die Schriftstellerin Mathilde Beeg (geb. von Aufseß). Ihr Großvater mütterlicherseits war Hans von und zu Aufseß, Altertumsforscher und Gründer des Germanischen Museums in Nürnberg. Ihre früh verwitwete Mutter gründete 1874 in Nürnberg die erste Frauenarbeitsschule in Bayern, um jungen Mädchen eine weiterführende Bildung zu ermöglichen. Beeg hatte viele Geschwister, darunter ihre jüngere Schwester Gunda, die Modejournalistin und Mitbegründerin der Reformkleidung. Ihr jüngerer Bruder Hermann diente während des Ersten Weltkriegs in der Bayerischen Armee, zuletzt im Range eines Generalleutnants.

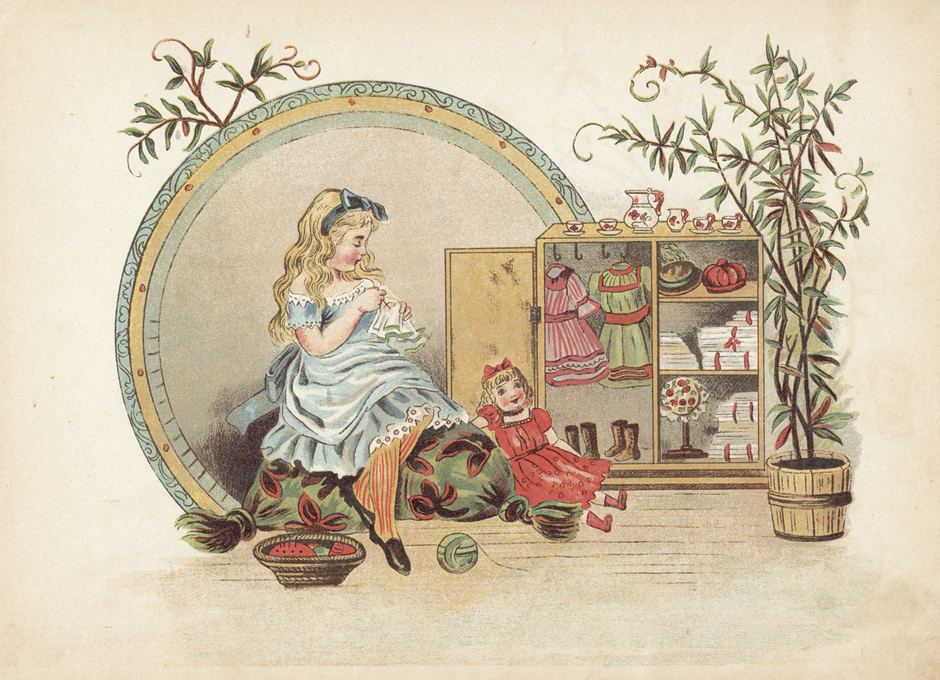
Illustration aus dem Bilderbuch
Die Reise in’s Puppenland (1895)

Ihr Talent fürs Zeichnen und Malen zeigte sich früh, deshalb ließen ihre Eltern sie nach der Schulzeit acht Semester lang die Kunstschule in Nürnberg besuchen. Danach verbrachte sie mehrere Jahre auf den Gütern norddeutscher Verwandten, wurde dort aber schwer krank. Nach ihrer Rückkehr musste sie zu Hause lange Jahre im Bett verbringen. In dieser Zeit begann sie, Bilderbücher zu zeichnen und diese mit Texten zu versehen. Ihr erstes Büchlein bot sie 1892 dem Verleger Wilhelm Nitzschke in Stuttgart an. Nachdem die erste Ausgabe schnell ausverkauft war, bestellte Nitzschke weitere Werke bei ihr, und auch andere Verleger ließen Beeg für sich arbeiten.
Als sich ihre Gesundheit allmählich besserte, wandte sich Beeg ganz der Schriftstellerei zu. In den folgenden drei Jahrzehnten schuf sie zahlreiche Bilder-, Märchen- und Geschichtenbücher für Kinder und Jugendliche, insbesondere für junge Mädchen. Viele ihrer Bücher wurden mehrfach neu aufgelegt. Manche ihrer Erzählungen wurden nicht von ihr selbst, sondern von anderen Künstlern illustriert, darunter Rudolf Trache, Franz Müller-Münster, Carl Schmauck und Käte Wolff. In einem erhaltenen Autograph schreibt die Künstlerin: „Glücklich, wer für die Jugend wirken darf – ihm gehört die Gegenwart und Zukunft.“
Im Jahr 1889 heiratete Beeg in München den 32 Jahre älteren Zeichner und Professor ehrenhalber Eduard Ille (1823–1900), den sie schon lange Zeit als Dichter und Künstler bewundert hatte, noch bevor sie ihn persönlich kennengelernt hatte. Sophie Pataky schrieb 1898 in ihrem Lexikon der deutschen Frauen der Feder dazu: „Beide streben nun vereint den gleichen Zielen zu – Kunst und Poesie bleiben die höchsten Leitsterne ihres Lebens.“
Das Ehepaar wohnte in München in der Steinheilstraße 17. Als Witwe lebte die Künstlerin von 1903 bis 1906 in Berlin.
Marie Ille-Beeg starb am 28. November 1927 im Alter von 72 Jahren in München.

## Auszeichnungen und Ehrungen
- In Nürnberg wurde die Marie-Beeg-Straße nach ihr benannt.

## Werke (Auswahl)
Kinder- und Jugendbücher

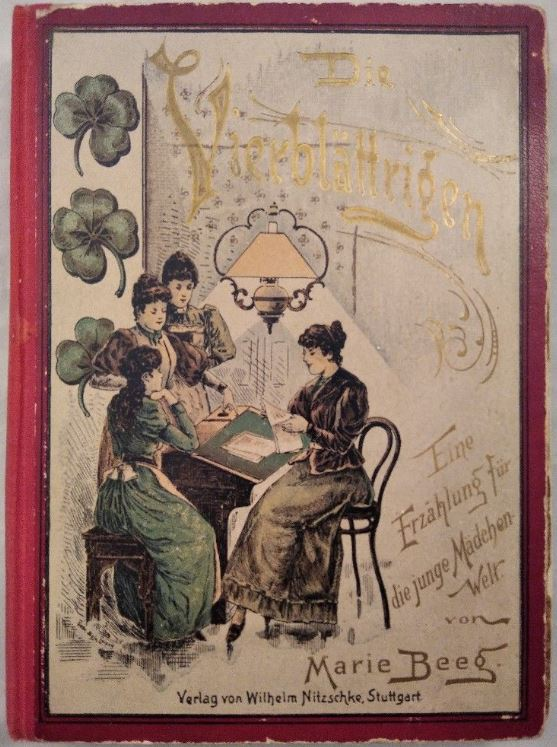
Die Vierblättrigen (1895)

- Die Kinderstube zur Dämmerstunde. W. Nitzschke, Stuttgart 1882.
- Blüten u. Ähren. Richter & Kappler, Stuttgart 1884.
- Das Traumgeistchen. C. Schimpf, Nürnberg 1886.
- Aus dem Kinderleben. Süddeutsches Verlags-Institut, Stuttgart 1887.
- Schulmädelgeschichten für Mädchen von 7–12 Jahren, erzählt von Marie Beeg. Hänselmann, Stuttgart 1887.
- Das Vermächtnis der Tante. Erzählung für junge Mädchen. W. Nitzschke, Stuttgart 1892.
- Die Vierblättrigen. Eine Erzählung für die junge Mädchenwelt. W. Nitzschke, Stuttgart 1895.
- Reise in’s Puppenland. Seitz & Schauer, München 1895.
- Zwei glückliche Kinder. Die guten Kameraden. Zwei Erzählungen für die Jugend. Meidinger’s Jugendschriften Verlag, Berlin um 1900.
- Die lustige Spielzeugschachtel. W. Düms, Wesel um 1907.
- Sonnenscheinchen. Ein Buch für liebe, kleine Kinder. Meidinger’s Jugendschriften Verlag, Berlin um 1910.
- Das Prinzeßchen. Eine Erzählung für junge Mädchen. Enßlin & Laiblin, Reutlingen 1914.

Biografie
- Lina Ramann. Lebensbild einer bedeutenden Frau auf dem Gebiete der Musik. Biografie. Korn, Nürnberg 1914.